# Дюртен, Люк
Лю́к Дюрте́н (фр. Luc Durtain, настоящие имя и фамилия — Андре́ Не́ве фр. André Nepveu; 10 марта 1881, Париж, Третья Французская Республика — 29 января 1959, Париж, Пятая Французская Республика) — французский писатель, унанимист, врач по образованию.

## Биография
Родился 10 марта 1881 года в Париже.
Дюртен практиковал профессию оториноларинголога. Талант Дюртена был открыт французским художником Жюлем Роменом (1869-1946), представившим Люка Дюртена членам аббатства Кретей. Он стал близким другом Шарля Вильдрака и Жоржа Дюамеля, двух из основателей этой литературной фаланстерии.
До того как подать заявку на вступление в батальон в Лотарингии, он служил помощником врача в службе скорой помощи и получил Военный крест в 1917 году. Именно в окопах он начал писать длинный роман, который был завершён и опубликован только в 1922 году — «Двенадцатьсот тысяч». Роман, получивший в свое время Гонкуровскую премию, получает премию Шарля Рише. Критики назвали его одним из величайших успехов послевоенного периода, в частности Бенджамин Кремьё. В отличие от аналитического романа и социалистического вдохновения он предвидит проблемы популистского романа. Люк Дюртен также написал сборник стихов, вдохновленных войной — «Возвращение людей» и намного позже, на пороге Второй мировой войны, пацифистский роман «Войны не существует».
Но особенно с середины двадцатых годов Дюртен стал известен широкой публике и зарекомендовал себя благодаря сообщениям и репортажам, происходящим в четырёх уголках мира. Он был одним из первых, кто вместе с Анри Беро и его другом Жоржем Дюамелем совершил поездку в Москву. Он привез отчет («Другая Европа: Москва и его вера», 1928), в котором он приветствовал советский проект, предупреждая об опасности партийной культуры. Он также осуждает колониализм в своей книге «Белые боги, желтые люди» (1930) и подробно рассматривает южноамериканский континент в Вер-ла-Виль: километр 3 (1933).
Он также пишет репортажи о Соединенных Штатах, которые приносят ему определённую репутацию. Его первая работа на эту тему, Quarantième étage (1927), получила превосходный прием у публики и критиков. Анри Барбюс, Альбер Тибоде или Поль Моран приветствовали большой успех этой серии рассказов, первая из которых, «Преступление в Сан-Франциско», является наиболее важной. В 1928 году Дюртен опубликовал Превзойденный Голливуд. Эти две работы позволили ему получить премию Возрождения в 1928 году, созданную Генри Лапаузом, одну из шести самых важных премий межвоенного периода. В состав жюри входили, в частности, Колетт, Пьер Амп, Жорж Дюамель, Ролан Доржелес, Пьер Мак-Орлан и др. В 1931 году последовал Капитан О. К., один из очень редких межвоенных романов, осуждающих положение чернокожих американцев, из которых Филипп Супо написал самое большое добро в журнале «Европа». Наконец, в 1934 году он опубликовал «Фрэнк и Марджори», роман об Америке кризиса, который также дал большое описание американским индейцам и их месту в американском обществе того времени.
Политически отмеченный слева, Дюртен принимал участие в большинстве конфликтов своего времени против подъёма фашизма. Таким образом, он консультирует Жюля Ромена по составлению манифеста против бомбардировки Адуа во время эфиопской войны, осуждает вторжение Гитлера в Польшу и не стесняется порвать со Сталинской Россией по случаю Германо-советского пакта. Член исполнительного комитета журнала «Европа» с момента его создания, он создавал и редактировал совместно с Полем Низаном с 1937 по 1940 год «Les Cahiers de la Jeunesse»: универсальный ежемесячный журнал, предназначенный для коммунистической молодежи и издаваемый под патронажем Ромена Роллана.
Во время Второй мировой войны он писал литературные статьи для социалистической газете «de Jean Luchaire Les Nouveaux Temps», которая вошла в «la Collaboration» после 1942 года. Хотя он не волновался по поводу чистки Национальным Комитетом Освобождения, он был уволен из журнала «Европа». Он продолжал публиковаться до своей смерти, в частности, давая огромную современную историческую фреску в четырёх томах: «Воспоминания вашей жизни».
С 1930-х годов Дюртен представлял себя как «писатель-путешественник»: он совершил несколько поездок по всему миру, в частности, в компании социолога Фан Бой Тяу и его друзей Дюамеля и Вильдрака, исследующих Африку. Индокитай, Россию, Северную и Южную Америки. Его описания считаются полными точности, умеренности, обладающими искусством репортажа, которое отличает его от классических «колониальных писателей».
Подобно Блезу Сандрару или Жозефу Кесселю, у Дюртена был очень острый документальный взгляд. Его друг, Жорж Дюамель, через год после его смерти писал: «Мы не вызываем без зазрения совести его болезненное лицо недавних времен, когда мы знали его как мне было дано знать, в то время, когда этот великий и крепкий работник прошел через мир с шагом завоевателя и накапливался в книгах, помеченных такой энергичной печатью, видениями, свидетельствами, о которых он Нам придётся вернуться в тот день, когда мы сделаем историю открытия современного мира французскими интеллектуалами и поэтами первой половины этого столетия, и тогда Дюртен снова возьмет на себя всю важность, которую никто не думал бросить ему вызов двадцать лет назад. пять лет».

## Литературные произведения
- 1907: Необходимый Шаг
- 1914: Конг Харальд
- 1920: Возвращение людей
- 1924: Перспективы, иллюстрированные Бертольдом Маном
- 1925: Мой Кимбелл
- 1927: Сороковой этаж
- 1927: Донор крови, комедия в трех действиях[10]
- 1927: Открытие Лонгвью с Франсом Мазерелем
- 1928: Превзойденный Голливуд
- 1928: Некоторые заметки из США
- 1928: Другая Европа: Москва и её вера
- 1930: Белые боги, желтые люди
- 1930: Пути выживания
- 1931: Капитан О. К.
- 1933: К городу 3-го километра — Эрнест Фламмарион
- 1934: Фрэнк и Марджори
- 1935: Четыре континента
- 1936: Глобус под мышкой
- 1938: Поездка в страну Богохом
- 1939: Войны не существует
- 1944: Секреты мечты

## Премии
- 1950: премия Гюстава Ле Мета-Ларивьера от Французской Академии за все его работы.